# Pedro Juan Tapia

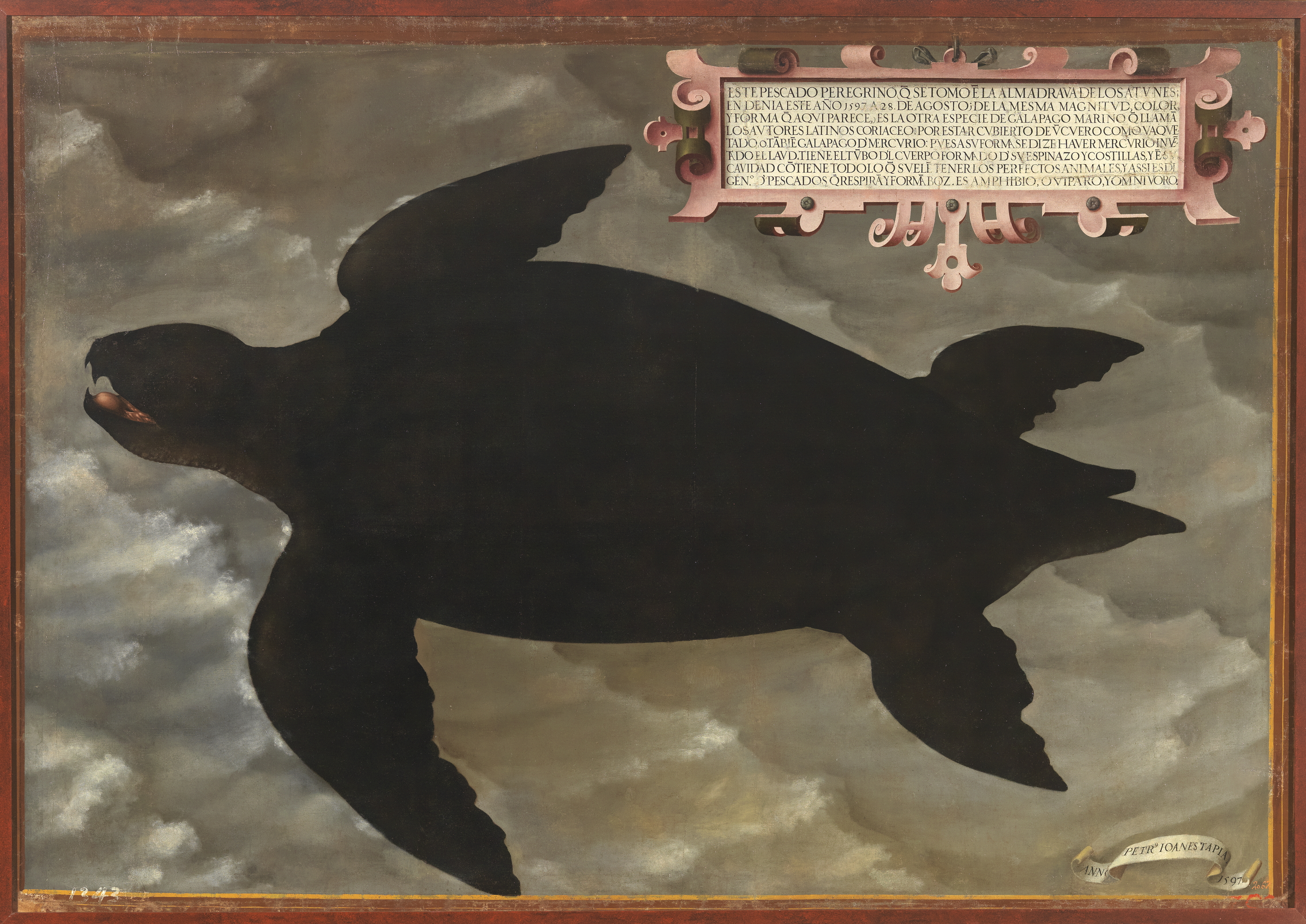
Galápago (tortuga laúd), 1597, óleo sobre lienzo, 141 x 207 cm, Madrid, Museo del Prado.

Pedro Juan Tapia (f. 1563-1597) fue un pintor manierista español activo en Valencia y Aragón.
Modesto pintor documentado a partir de 1563, al figurar como padrino de bautismo de una hija del también pintor Diego Melón, bautizada en la parroquia de San Martín de Valencia, hay constancia de algunos trabajos menores realizados en los años siguientes, como la pintura de la esfera del reloj del Palacio Real de Valencia, de la que se ocupó en 1579. En 1585, con su hermano Martín de Tapia, residente en Daroca, dio por terminado el retablo mayor de la parroquial de Romanos (Zaragoza), conservado en su lugar. En sus pinturas historiadas, dedicadas a la vida de san Pedro, se advierte el amplio uso de estampas flamencas del círculo de Martín de Vos interpretadas con cierta sequedad, sin que sea posible delimitar lo que corresponde a cada hermano.
En 1591 cobró por el desaparecido retablo de San Leonardo pintado para el convento de la Puridat de Valencia. El mismo año asistió a la consulta que la Generalidad Valenciana hizo a los mejores pintores de la ciudad y del reino acerca de la decoración de la Sala Nova del Palacio de la Generalidad Valenciana, lo que indica cierto grado de reconocimiento profesional. Con todo, Pedro Juan Tapia es principalmente conocido por el raro retrato de un galápago o tortuga laúd encontrado en la almadraba de los atunes de Denia que se conserva en el Museo del Prado, procedente de la colección real. Encargado probablemente por el duque de Lerma y marqués de Denia para el gabinete de curiosidades de Felipe II, lleva una cartela con una explicación de las circunstancias del hallazgo y la descripción del raro animal, fielmente retratado:

Este pescado peregrino que se tomó en la almadraba de los atunes en Denia este año 1597 a 28 de agosto; de la mesma magnitud, color y forma que aquí parece, es la otra especie de galápago marino que llaman los autores latinos coriáceo: por estar cubierto de un cuero como vaquetado o también galápago de mercurio pues a su forma se dize haver Mercurio inventado el laúd. Tiene el tubo del cuerpo formado de su espinazo y costillas, y en su cavidad contiene todo lo que suelen tener los perfectos animales y assi es del género de pescados que respiran y forman boz, es amphibio, ovíparo, y omnívoro.